# 제13회 홍콩 영화 금상장
제13회 홍콩 영화 금상장은 1994년 4월 22일에 열린 시상식이다.

## 수상 및 후보

### 작품상
- 신불료정 - 이동승 수상
- 아이니 아이워 - 진가신
- 라스트 템테이션 - 나탁요
- 중안조 - 황지강
- 창전부처 - 장지량

### 감독상
- 신불료정 - 이동승 수상
- 아이니 아이워 - 진가신
- 중안조 - 황지강
- 라스트 템테이션 - 나탁요
- 용시기안 - 사전의

### 각본상
- 신불료정 - 이동승 수상
- 창전부처 - 완세생
- 아이니 아이워 - 이지의 외
- 기득향초성숙시 - 이지의
- 용시기안 - 종계창 외

### 남우주연상
- 언톨드 스토리 - 인육만두 - 황추생 수상
- 신불료정 - 유청운
- 중안조 - 성룡
- 라스트 템테이션 - 오흥국
- 7월 14일 - 유청운

### 여우주연상
- 신불료정 - 원영의 수상
- 낭심여철 - 오가려
- 방세옥 - 소방방
- 창전부처 - 소방방
- 천이적월광 - 엽옥경

### 남우조연상
- 신불료정 - 진패 수상
- 용시기안 - 황추생
- 아이니 아이워 - 정단서
- 중안조 - 정칙사
- 수호전지영웅본색 - 서금강
- 라스트 템테이션 - 이명양

### 여우조연상
- 신불료정 - 풍보보 수상
- 황봉미후침 - 엽덕한
- 신불료정 - 오가려
- 애재흑사회 - 엽옥경
- 7월 14일 - 나란

### 신인상
- 라스트 템테이션 - 오흥국 수상
- Ge ge de qing ren - Siu-ha Chan
- 기득향초성숙시 - 등일군
- 7월 14일 - 진명진
- 천장지구 2 - 속 천장지구 - Jay Lau

### 촬영상
- 백발마녀전 - 포덕희 수상
- 대료광창륭 - 데이비드 정
- 천이적월광 - 황중표
- 천장지구 2 - 속 천장지구 - 황악태
- 라스트 템테이션 - 황악태

### 편집상
- 중안조 - 피터 청 수상
- 백발마녀전 - 호대위
- 방세옥 - 피터 청
- 천장지구 2 - 속 천장지구 - 담가명 외
- 황비홍 3 - 사왕쟁패 - 맥자선

### 미술상
- 백발마녀전 - 마판차오 수상
- 청사 - 뇌초웅
- 천장지구 2 - 속 천장지구 - James Leung
- 신불료정 - 해중문
- 라스트 템테이션 - 티미 입

### 의상&메이크업상
- 백발마녀전 - Cheung Sun-Yiu 수상
- 청사 - William Cheng 외
- 동방불패 2 - 풍운재기 - William Cheng 외
- 아이니 아이워 - Ka On Yu
- 신불료정 - 오리로

### 무술감독상
- 방세옥 - 원규 외 수상
- 동방삼협 - 정소동
- 철마류 - 원화평 외
- 황비홍 3 - 사왕쟁패 - 원빈
- 중안조 - 성룡

### 영화음악상
- 라스트 템테이션 - 류이달 수상
- 애재흑사회 - Huang Jin Chen
- 백발마녀전 - 원탁범
- 청사 - 황점 외
- 동방삼협 - Wai Lap Wu
- 신불료정 - 포비달

### 주제가상
- 동방삼협 - 매염방 수상
- 백발마녀전 - Chik Lam
- 7월 14일
- 신불료정